# 래리 호비스
래리 호비스(Larry Hovis, 1936년 2월 20일 ~ 2003년 9월 9일)는 미국의 텔레비전 배우, 영화배우, 각본가, 가수, 연극 배우이다.
오스틴에서 사망하였다. 사인은 식도암이다.

## 영화
- 요릭 (2002년)
- 텍사스의 얼간이들 (2002년)
- 샤도우 포스 (1992년)
- 위험한 추적 (1991년)
- 호간의 영웅들 (1965년)